# Hérodien
Pour les autres significations, voir Aelius Herodianus et Dynastie hérodienne.
Hérodien (né vers 175 et mort vers 250) est un historien romain d'expression grecque. Il serait natif d'Asie mineure ou de Syrie.

## Biographie
Le peu que l'on sait de lui peut être déduit de son ouvrage connu sous le titre d''Histoire des empereurs romains de Marc Aurèle à Gordien III, il expliqua ses intentions dans une préface.

« Pour moi, dit-il, j'ai assisté à l'histoire que j'entreprends d'écrire; elle n'est ni inconnue, ni sans témoins; elle vit toute récente dans la mémoire de mes lecteurs ; je veux l'écrire avec un respect religieux pour le vrai... Le grand nombre de princes qui « dans le court intervalle de soixante années, passèrent sur le trône, a rendu cette époque fertile en faits neufs et originaux. »

— (livre Ier (préambule))

« Je bornerai ma tâche aux faits postérieurs à la mort de Marc-Aurèle; ils forment les souvenirs de ma vie entière; je les ai vus, je les ai entendus; j'y ai pris part dans mes fonctions auprès du prince ou de l'État. »

— (Livre 1er, ch. IV)

« Le seul but, dit-il, que je me sois proposé, c'est de réunir dans un seul tableau les faits importants dont j'ai été le témoin sous le règne de plusieurs princes et dans une période de soixante-dix ans. »

— (Livre II, ch. XLIX)
Il est probablement né vers 175. C'est un oriental de l'Asie Mineure (d'après le fait que sa connaissance en est plus précise et moins fautive), il vécut souvent à Rome, fonctionnaire à la cour, peut-être sénateur, chevalier ou affranchi impérial. En 192, il assiste à une prestation de Commode au Colisée, en ayant la toge virile, il est alors âgé de 15 ans. On peut dater approximativement sa vie entre 175 et 245. D'autres études supposent qu'il aurait écrit l'Histoire en 250,. Il est hellénophone mais son identité est un mystère.

## Œuvre
L'ouvrage historique qui nous est parvenu est connu sous le nom d'Histoire des empereurs romains de Marc Aurèle à Gordien III. Il dispose d'un intérêt historique non négligeable bien que l'historiographie préfère son autre contemporain, Dion Cassius, dont l'Histoire s'arrête cependant en 229. Car Hérodien est souvent critiqué, pour des erreurs, fautes et oublis, y compris sur la géographie. Il s'inspire beaucoup de Dion Cassius et éventuellement de Marius Maximus. Mais son histoire inclut des témoignages et peut combler la version de Dion Cassius (révolte de Maternus en 187, Sévère en 193 à Rome).
L'histoire d'Hérodien renferme dans un espace de soixante années dix-sept empereurs, à savoir : Commode, Pertinax, Didius Julianus, Pescennius Niger, Albinus, Septime Sévère, Geta, Caracalla, Macrin, Héliogabale, Sévère Alexandre, Maximin le Thrace, Gordien Ier, Gordien II, Pupien, Balbin, Gordien III.
Son ouvrage historique a été consulté à la fin du IVe siècle par l'auteur de l'Histoire Auguste, il l'utilisa et le cite 10 fois dont trois où il l'appelle Arrien. Il est surtout utilisé sur la période 235-238, sa seule source, qu'il déforme et modifie. C'est un des rares cas où on peut démêler les inventions car sa source est conservée.

## Style
Très attaché à la culture grecque, Hérodien semble écrire essentiellement pour un public appartenant aux provinces hellénophones de l'empire. Son style et sa méthode s'inspirent de la tradition historique grecque issue de Thucydide. Il n'a pas cependant toujours le brio et la rigueur de ce dernier. Hérodien ne présente pas toujours en effet une chronologie rigoureuse et est loin d'être toujours exact, cédant parfois au plaisir de l'écriture, il enjolive sans doute sa narration des événements, ou retranscrit des rumeurs peu fondées. Il fut cependant parfois le témoin oculaire des événements qu'il retranscrit : il était présent à Rome en 192 et 204. Homme écrivant sans doute au moment des difficultés qui frappent l'empire vers 250, Hérodien montre un attachement à un pouvoir stable et légitime, correspondant aux attentes politiques des aristocraties municipales, inversement il témoigne de préjugés et d'une méfiance très forte envers les soldats de l'armée romaine.

« C'est à cette époque surtout que commença la corruption des soldats. Depuis ce temps ils montrèrent une insatiable et hideuse cupidité, et affichèrent le plus grand mépris pour le souverain. Ils avaient vu triompher leur audace et Pertinax mourir sans vengeur; l'empire avait été mis à l'encan et acheté, sans que personne s'opposât à une pareille infamie; cette impunité les encouragea, fit naître leurs honteux excès et fomenta leur indiscipline. Ils poussèrent souvent jusqu'à l'assassinat leur cupidité et leur mépris pour le prince. »

— (livre II, XXV)

## Traductions françaises
- Histoire romaine depuis la mort de Marc Aurèle, trad : Halévy, Paris, 1871
- Hérodien (trad. Denis Roques), Histoire des empereurs romains de Marc-Aurèle à Gordien III, Paris, Les Belles Lettres, coll. « La Roue à livres », 1990, 313 p. (ISBN 2251339035)